# Frank Murkowski
Pour les articles homonymes, voir Murkowski.
Francis Hughes Murkowski, né le 28 mars 1933 à Seattle dans l'État de Washington, est un homme politique américain d'origine polonaise. Il est sénateur de 1981 à 2002 et gouverneur républicain de l'Alaska de décembre 2002 à décembre 2006.

## Biographie

### Jeunesse
Frank Murkowski est né le 28 mars 1933 et grandit à Ketchikan en Alaska. Diplômé de l'université de Seattle, il commence sa carrière professionnelle au sein des institutions bancaires d'Anchorage et de Wrangell.

### Vie politique
En 1980, il est élu sénateur américain de l'Alaska sous les couleurs républicaines. Durant ses mandats successifs au Sénat de 1981 à 2002, il se fait le défenseur des forages pétroliers dans certains secteurs de l'Alaska. 
Le 5 novembre 2002, il est élu gouverneur de l'Alaska en obtenant 56 % des suffrages contre 41 % à la démocrate Fran Ulmer. Il entre en fonction le 2 décembre 2002, succédant au démocrate Tony Knowles.
En démissionnant de son siège de sénateur, il désigne sa propre fille, Lisa Murkowski, pour lui succéder ouvrant la voie à l'accusation de népotisme. Lisa Murkowski est néanmoins confirmée par les électeurs aux élections de novembre 2004. 
En décembre 2005, avec un taux d'approbation de 27 % (contre 69 % d'opinions négatives), il n'arrive qu'en 49e et avant dernière position en termes de popularité parmi les 50 gouverneurs du pays.
Durant son mandat, ses opposants lui reprochent de faire trop de concessions aux compagnies pétrolières. 
Candidat à sa réélection, Murkowski est néanmoins battu par son adversaire républicaine, Sarah Palin, lors des élections primaires du 22 août 2006. Avec 30 % des suffrages, Murkowski est devancé par Palin (51 %) et John Binkley, un homme d'affaires et ancien sénateur de Fairbanks. 
Murkowski apporte alors son soutien à Palin devenue la candidate du Parti républicain au poste de gouverneur pour les élections de novembre 2006 face à Tony Knowles, le candidat du Parti démocrate. Palin est élu avec 50 % des suffrages contre 39 % à Knowles.
Frank Murkowski est marié et père de six enfants.